# Telegram-канал Дмитра Медведєва

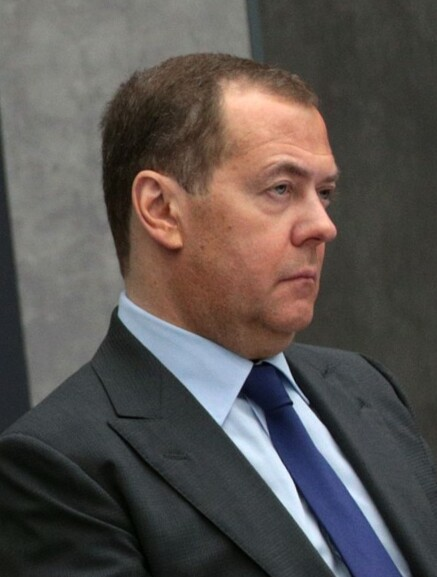
Медведєв у 2022 році

«Дми́трий Медве́дев» (укр. Дмитро́ Медве́дєв) — канал у Telegram, у якому колишній президент РФ і заступник голови Ради безпеки РФ Дмитро Медведєв публікує дуже різкі, гнівні пости, які містять пропаганду та антиукраїнську риторику, що контрастує з колишнім рівнем активності та риторикою політика у громадському житті після його відставки з посади голови Уряду РФ у січні 2020 року. У цьому Telegram-каналі опубліковані погрози Україні та країнам Заходу, а також заклики до військової ескалації. Близькі знайомі Медведєва зазначали, що такий стиль і лексика «йому не властиві», і думали про причини трансформації політика.
У російських соціальних мережах особливо активно цитують Медведєва, який, серед іншого, написав, що «священна мета» РФ у війні проти України — «битва із Сатаною», під якою мається на увазі Захід. У привітанні росіян із Днем народної єдності політик закликав «зупинити верховного володаря пекла». У відповідній стилістиці витримано й решту тексту. Медведєв також запевняв, що РФ в Україні протистоїть «купка божевільних нацистів-наркоманів», «велика зграя гавкаючих собак із західної псарні» і «різноманітна зграя рохкаючих підсвинків і недалеких обивателів з західної імперії, що розпалася, з стікаючою по підборідді від виродження слиною» (рос. «кучка безумных нацистов-наркоманов», «большая стая лающих собак из западной псарни» и «разномастная свора хрюкающих подсвинков и недалёких обывателей из распавшейся западной империи со стекающей по подбородку от вырождения слюной»).

## Історія
14 березня 2022 року Дмитро Медведєв створив Telegram-канал з «патріотичним» змістом. Перший пост був опублікований 17 березня. В обліковому записі Медведєва у ВКонтакті повторюються деякі його пости з його Telegram-каналу, але з затримкою. Як написав заступник голови Ради безпеки РФ в першій публікації, «обставини склалися так, що цей ресурс спілкування виявився затребуваним більшою мірою, ніж відомі social media, що скомпрометували себе». За місяць аудиторія Telegram-каналу Медведєва зросла майже до 250 тисяч осіб.
30 травня він писав, що в разі ракетних ударів по російських містах РФ може завдати ударів у відповідь по «центрах прийняття злочинних рішень», частина з них перебуває «зовсім не в Києві». За пів години цей допис прочитали 388 тисяч осіб.
5 квітня Медведєв опублікував у каналі пост «Про фейки та справжню історію». У тексті стверджувалося, що повідомлення про російські воєнні злочини є «фейками, що визріли в цинічній уяві української пропаганди», підготовленими за «величезні гроші фабриками тролів» під контролем західних урядів і прислужуваних їм НПО, що для дегуманізації та очорнення РФ рос. «взбесившееся зверьё из нацбатов и теробороны готово мимоходом убить собственных мирных жителей. Всё потому, что глубинное украинство, подпитываемое антироссийским ядом и всепоглощающей ложью по поводу своей идентичности, — это и есть один большой фейк. Этого явления никогда не было в истории. И сейчас не существует». Він також згадав, що деяка частина українців останні 30 років «молилася на Третій рейх».
У червні Медведєв прокоментував санкції Заходу проти РФ, обговорив, як обмеження вплинуть на країну. Він також написав про західне правосуддя та називає канцлера Німеччини Олафа Шольца «українським варіантом ліверної ковбаси». Політик також погрожував США терактом і запропонував посилити закон про «іноземних агентів».
Медведєв вважає українську етнічну ідентичність одним «великим фейком». У той час, як Путін публічно заперечував мету окупації всієї України, Медведєв у 2022 році писав: «А хто сказав, що через два роки Україна взагалі існуватиме на карті світу?». 2024-го він знову підтвердив, що вважає збереження української держави смертельно небезпечним, написавши: «я маю на увазі не лише нинішню державу, бандерівський політичний режим. Я кажу про будь-яку, зовсім будь-яку Україну»
7 червня Медведєв спробував пояснити свої запеклі пости в месенджері: «Мене часто запитують, чому мої пости в телеграмах такі різкі. Відповідаю — я їх ненавиджу. Вони недолюдки й виродки. Вони хочуть смерті нам, Росії. І поки я живий, я робитиму все, щоб вони зникли». Медведєв не уточнив, кого він має на увазі під займенником «вони». Виступ заступника голови Ради безпеки Росії викликав бурхливу реакцію у користувачів соцмереж. Наприклад, журналіст Дмитро Колезєв прокоментував демарш політика: «Залишили на блазнівській посаді без повноважень і дозволили писати в телеграм-канал». Інтернет-видання The Village опублікувало реакцію користувачів Твіттера, які спробували зрозуміти, про кого писав політик.
8 червня прессекретар президента РФ Дмитро Пєсков заявив, що різкі емоційні оцінки зовнішньополітичної ситуації в публікаціях Дмитра Медведєва «цілком зрозумілі»: «Це саме вираз особистого ставлення до тих ворожих проявів щодо нашої країни, з якими ми стикаємося». На висловлювання Медведєва про «недолюдків та виродків» (рос. об «ублюдках и выродках») відреагував і міністр закордонних справ Італії Луїджі Ді Майо. Він назвав ці слова небезпечними і «такими, що викликають сильне занепокоєння», враховуючи «високу посаду» Медведєва — заступника голови Ради безпеки РФ.
15 червня Telegram-канал перевищив 500 тисяч підписників.
6 липня Медведєв назвав абсурдними «спроби створення трибуналів або судів для так званого розслідування дій Росії. Ці пропозиції не лише юридично нікчемні. Ідея покарати країну, яка має найбільший ядерний потенціал, абсурдна сама по собі. І потенційно створює загрозу існуванню людства».
26 серпня Медведєв пояснив, чому змінилася його риторика, хоча під час перебування президентом його сприймали як відвертого ліберала: «Що ж до моїх відчуттів, то вони, безумовно, змінилися, це правда. І це пов'язано не з тим, що я якимось чином переродився, а з тим, який курс почали проводити наші партнери. Цей курс інакше як русофобським я назвати не можу. З цим пов'язана і зміна риторики, нічого в цьому дивовижного немає».
Політик неодноразово заявляв про «русофобський характер» антиросійських санкцій. 21 березня він стверджував, що польська пропаганда, за його словами, «найбільш злісний, вульгарний і верескливий критик Росії». 30 серпня він відреагував на обговорення Євросоюзом запровадження заборони на видачу віз росіянам: «Європейські начальнички дістали своїм русофобським кудахканням про шенгенські візи громадянам нашої країни. Нехай вже швидше запровадять повну заборону на їх видачу».
З розвитком війни манера промов Медведєва ставала радикальнішою. Риторика колишнього президента РФ посилилася восени на тлі воєнних невдач в Україні.
1 листопада Медведєв пригрозив застосувати ядерну зброю в Україні. Він стверджував, що якщо Україна звільнить окуповані та згодом анексовані території, це означатиме «відторгнення їх від Росії». Він вважає, що це може бути підставою для реалізації одного з пунктів військової доктрини РФ, що допускає застосування ядерної зброї в разі, якщо під загрозу поставлено «саме́ існування держави».
2 листопада він повторив свою думку про можливе скасування мораторію на смертну кару, причиною тому став арешт чотирьох студентів, звинувачених в організації теракту в Башкортостані: «Під час Великої Вітчизняної війни з саботажниками, які за наказом фашистських убивць вели підривні роботи в тилу, ніхто не цяцькався. Вирок таким негідникам був один — розстріл без суду й слідства».
4 листопада в посланні, присвяченому Дню народної єдності Росії, він заявив, що, розпочавши боротьбу, РФ набула «сакральну міць»: «Ми слухаємо слова Творця… Мета зупинити верховного володаря пекла, яке б ім'я він не використав — Сатана, Люцифер чи ібліс». Політик також повідомив, що «зброя буває різна»: «У нас є можливість відправити всіх ворогів у геєну вогненну, але не це наше завдання». Видання «Медуза» також привело «список чергових образ від Медведєва»: «купка божевільних нацистів-наркоманів», «зграя гавкаючих собак із західної псарні», «різноманітна зграя хрюкаючих підсвинків», «недалекі обивателі зі спливаючим по підборідді від виродження слиною», «прилипали», «хлібники», «боягузливі зрадники», «жадібні перебіжчики», «зґвалтовані повелителями пітьми», «рабовласниками і гнобителями», «горделиві жерці», «кровожерливі адепти», «глумливі прислужники», «безсловесні манкурти» тощо (рос. «кучка безумных нацистов-наркоманов», «стая лающих собак из западной псарни», «разномастная свора хрюкающих подсвинков», «недалёкие обыватели со стекающей по подбородку от вырождения слюной», «случайные попутчики», «прилипалы», «прихлебатели», «трусливые предатели», «алчные перебежчики», «изнасилованные повелителями тьмы», «рабовладельцами и угнетателями», «надменные жрецы», «кровожадные адепты», «глумливые прислужники», «бессловесные манкурты»).
Після заяви Медведєва про страту 4 листопада прессекретар президента Дмитро Пєсков заявив, що у Кремлі не обговорюють можливість скасування мораторію на страту, а сенатор Андрій Клішас зазначив: «Повернення до смертної страти за чинної Конституції неможливе».
6 грудня Медведєв заявив, що сам пише пости у своєму Telegram-каналі: «Як ви чудово розумієте, за мене таку штуковину ніхто не напише, він просто побоїться, скаже: „Ти що, збрендив чи що?“ Тільки я можу це зробити. Помічники у мене, звичайно, є, вони працюють».
16 грудня Дмитро Медведєв назвав цивільну інфраструктуру «законною військовою метою». На думку експрезидента, до громадянської інфраструктури, що сприятиме досягненню військових цілей, належать: «мости, транспортні станції, дороги, об'єкти енергетики, заводи та майстерні». Серед інших законних військових цілей Медведєв назвав військово-політичне керівництво країни-противника.

## Статистика
Середнє охоплення поста Медведєва в Telegram, станом на початок листопада 2022 року, перевищує 2,5 млн переглядів. Канал широко цитують російські й іноземні ЗМІ. Рейтинг довіри Медведєву нібито зріс приблизно з 20 % до вторгнення до 40 %. Його пост із «простими питаннями у День народної єдності» після 11:00 за московським часом прочитали понад 800 тисяч осіб.
За даними «Медіології», Telegram-канал за травень 2022 року серед російськомовних джерел піднявся на друге місце за показником переглядів посту, поступившись лише каналу глави Чечні Рамзана Кадирова. Згідно з проведеним Telegram-каналом опитування brief (23,7 тис. голосів) 55% респондентів Медведєв у Телеграмі не подобається, а 45% респондентів подобається. Радикально негативно до «творчості» політика належать 44%. 28% вважають, що у Медведєва відсутній стиль і такт, а емоції надмірно агресивні. 16% відзначають, що це розмова вулиці, а не влади.
Станом на червень 2022 року, Telegram-канал Медведєва налічував майже 359 тисяч підписників, станом на листопад та грудень 2022 року — понад 900 тисяч .
За даними «Медіалогії», в 2022 році канал став найбільш популярним серед російськомовних користувачів.

## В інтернет-мемах

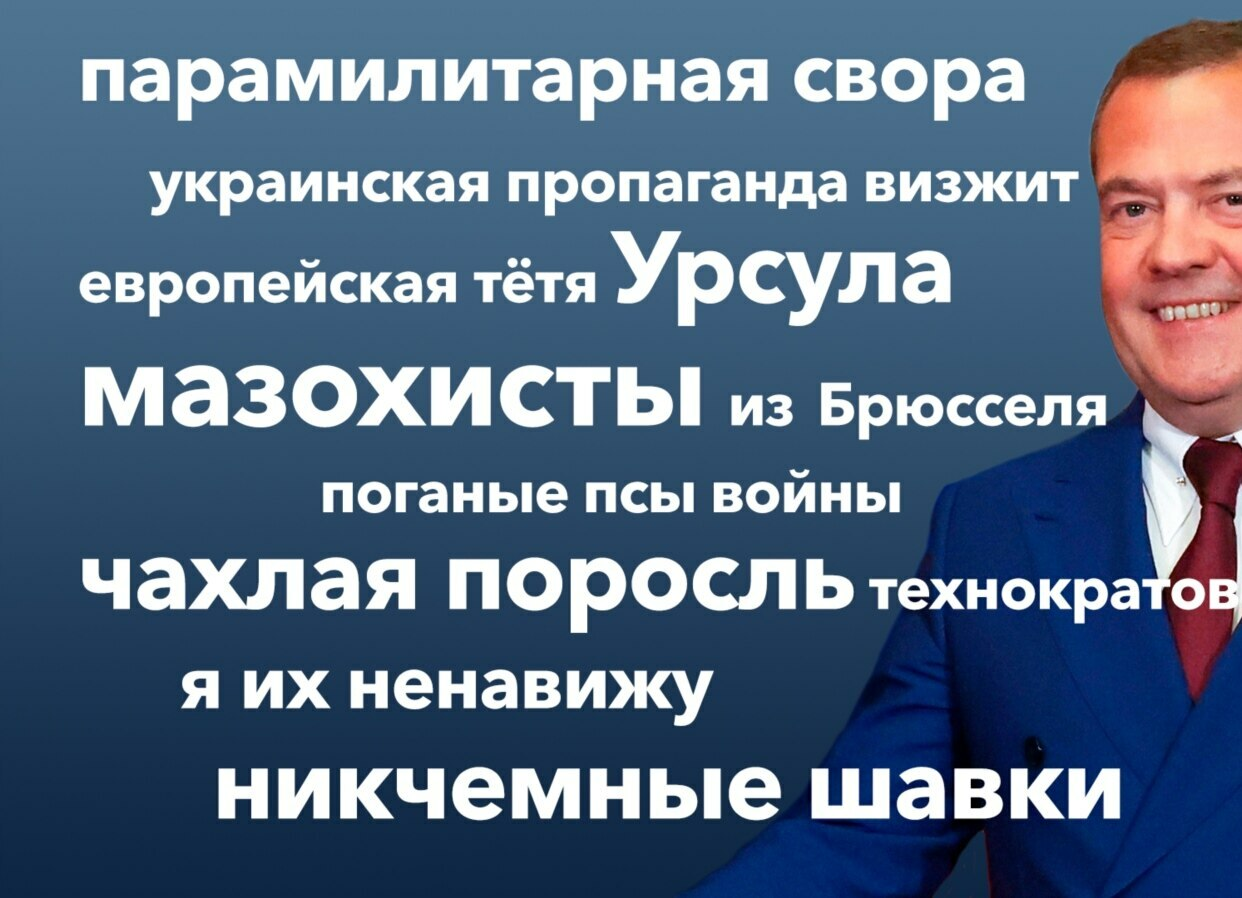
Колаж із заяв Медведєва

«Нова газета. Європа» зазначає, що з моменту створення каналу кожна публікація Медведєва ставала мемом: за постами політика «можна вигадувати сюжети для RPG-ігор, писати фанфіки та знімати треш-хорори». Ксенія Туркова з «Голосу Америки» зазначає, що в оновленому словнику Дмитра Медведєва, котрий колись мав славу «білого й пухнастого», тепер є такі слова і висловлювання : «парамілітарна зграя», «упокорені націоналісти», «українська пропаганда вищить», «європейська тітка Урсула», «чахла поросль технократів», «виродкувата влада у Варшаві», «європейські імбецили».
Різкий пост Медведєва про «недолюдків та виродків», серед іншого, також став предметом мемів. На початку червня 2022 року в Telegram з'явився канал під назвою «Дмитрий Солнышко Медведев», в якому перший пост став дзеркальною відповіддю на запис «Мене часто запитують».
У січні 2023 року «Нова газета. Європа» запустила Telegram-канал «нейроМедведев», взявши за основу модель SberDevices, побудовану на архітектурі GPT-3, який влітку був закинутий.

## Оцінки
Деякі аналітики висловлюють думку, що радикалізм Telegram-каналу ніяк не пов'язаний із таємними розробками на полі «ментальної війни», а лише прагненням Медведєва припинити показувати свій ліберальний образ залишитися при владі там, де зараз потрібний радикалізм. На думку Олександри Прокопенка з Фонду Карнегі, «агресивний стиль» дозволяє Медведєву завоювати популярність у консервативних колах і відійти від свого «іміджу лібералу, що заграє із Заходом». Деякі інтернет-користувачі та блогери прозвали Дмитра Медведєва, який виступає з агресивними заявами, «злим плюшевим».
Видання The Insider відзначає взаємозв'язок між агресивними постами Медведєва в Telegram і постачанням його вина з Італії. Так, дати поставок до РФ вина з виноградників в Італії, що належать Медведєву, збіглися з датами його скандальних антизахідних публікацій у соцмережі.